# 2049—完美預測
《2049－完美預測》，是一部描寫在未來年代的電視劇，為2049第三單元，由邵雨薇、林柏宏領銜主演，2021年11月13日起台視主頻、MyVideo於每週六22:00首播，11月14日起東森戲劇台於每週日20:00跟播，東森超視於每週日22:00跟播。

## 播出時間

### 首播
| 頻道       | 所在地 | 播出日期       | 播出時間             | 備註     |
| 台視主頻   | 臺灣   | 2021年11月13日 | 每週六 22:00 - 23:30 | 連播三集 |
| 東森戲劇台 | 臺灣   | 2021年11月14日 | 每週日 20:00 - 21:30 | 連播三集 |
| 東森超視   | 臺灣   | 2021年11月14日 | 每週日 22:00 - 23:30 | 連播三集 |

### 網路平台
| 頻道       | 所在地 | 播出日期       | 播出時間             | 備註         |
| MyVideo    | 臺灣   | 2021年11月13日 | 每週六 22:00 - 23:30 | 連播三集     |
| Netflix    | 臺灣   | 2021年11月13日 | 每週六 23:30         | 一次上架三集 |
| MOD        | 臺灣   | 2021年11月21日 | 週日 12:00           | 一次上架六集 |
| Hami Video | 臺灣   | 2021年11月21日 | 週日 12:00           | 一次上架六集 |

### 重播
| 頻道       | 所在地 | 播出日期       | 播出時間             | 備註     |
| 台視主頻   | 臺灣   | 2021年11月20日 | 每週六 13:00 - 14:30 | 連播三集 |
| 東森戲劇台 | 臺灣   | 2021年11月20日 | 每週六 14:00 - 15:30 | 連播三集 |
| 東森戲劇台 | 臺灣   | 2021年11月20日 | 每週六 20:00 - 21:30 | 連播三集 |
| 東森戲劇台 | 臺灣   | 2021年11月21日 | 每週日 14:00 - 15:30 | 連播三集 |

## 劇情大綱
香瑄（邵雨薇 飾）與伯恩（林柏宏 飾）是一對嚮往頂客家庭的夫妻，香瑄意外懷了孩子，打亂兩人原先的生活。就在大數據算命預測孩子未來有極高機率會殺人後，面對這個不知是禮物還是怪物的寶寶，兩人起了爭執，更捲入了一場越來越失控的殺人命案。

## 演員列表

### 主要演員
| 演員   | 角色   | 介紹 | 登場集數 |
| 邵雨薇 | 姚香瑄 | 本劇女主角，王伯恩的妻子，職業為髮型設計師。與丈夫伯恩結婚後原本嚮往頂客族生活，卻意外生下一名孩子，在孩子還是嬰兒時期做了「完美預測」大數據機器測試，推斷自己孩子未來可能是殺人犯，使香瑄內心頗受無比煎熬，也與丈夫發生爭吵，並想積極想改變孩子的未來。 | 全劇     |
| 林柏宏 | 王伯恩 | 本劇男主角，姚香瑄的丈夫，職業為軟體開發工程師。與妻子香瑄結婚原本嚮往頂客族生活，妻子生下孩子後，在孩子還是嬰兒時期做了「完美預測」大數據機器測試，推斷自己孩子未來可能是殺人犯，為了想導正孩子的觀念，開始進行嚴格管教，漸漸產生家暴行為。             | 全劇     |

### 次要演員
| 演員     | 角色       | 介紹 | 登場集數 |
| 李允玹   | 王偉旭     | 小旭，王伯恩和姚香瑄的兒子，ZERO公司「完美預測」服務預測到小旭長大後會因衝動個性犯下大錯。                   | 1-5      |
| 子育     | 髮廊老闆娘 | 姚香萱的老闆                                                                                                 | 1,4-5    |
| 藍甯彤   | 李佳芸     | 姚香萱的鄰居、成禹濤的太太                                                                                   | 1-3      |
| 姜康哲   | 何醫師     | 婦產科醫師，王伯恩的朋友                                                                                     | 1        |
| 李杏     | 安安       | 姚香瑄的姊妹淘，也是一位時常給予香瑄中肯建議的好閨密，受香瑄請求委託，私底下與傅海負責幫忙照顧小旭一段時間。 | 2-6      |
| 黃迪揚   | 成禹濤     | 姚香瑄的鄰居、李佳芸的先生，情緒不穩定                                                                       | 2        |
| 范姜泰基 | 節目來賓   | 《觀點大爆炸》節目來賓                                                                                       | 3        |
| 劉明勳   | 節目來賓   | 《觀點大爆炸》節目來賓                                                                                       | 3        |
| 林子熙   | 吳雨晴     | 職業為心理諮商師，但是長期需依靠藥物來舒緩自己內心的情緒。                                                   | 3        |
| 管罄     | 陸弈晴     | 女警察，負責調查王偉旭失蹤案件。                                                                             | 5        |

### 其他演員
| 演員   | 角色       | 介紹                                                               | 登場集數 |
| 葉鴻億 | 王偉旭     | 0歲小旭                                                            | 1-2      |
| 林裕瑞 | 王偉旭     | 3歲小旭                                                            | 6        |
| 林毓家 | 王偉旭     | 青少年小旭                                                         | 1-4,6    |
| 林芸如 | 成家兒女   | 4歲，成禹濤、李佳芸的女兒                                          | 1        |
| 藍以澄 | 成家兒女   | 1歲，成禹濤、李佳芸的兒子                                          | 1        |
| 陳玉珊 | 記者       |                                                                    | 1        |
| 楊順發 | 香瑄父親   | 姚香瑄的爸爸                                                       | 1        |
| 黃菀靜 | 香瑄母親   | 姚香瑄的媽媽                                                       | 1        |
| 朱薇彤 | 姚香瑄     | 7歲香瑄                                                            | 1        |
| 陳奕璇 | 姚香瑄     | 15歲香瑄                                                           | 1        |
| 趙文英 | 鄰居       | 鄰居                                                               | 2        |
| 韓亞熙 | 鄰居       | 鄰居                                                               | 2        |
| 黃淑慧 | 鄰居       | 鄰居                                                               | 2        |
| 王傳縉 | 鄰居       | 鄰居的兒子                                                         | 2        |
| 王楚皓 | 鄰居       | 鄰居的兒子                                                         | 2        |
| 楊瑾文 | 節目主持人 | 《觀點大爆炸》節目主持人                                           | 2        |
| 陶雨隆 | 王伯恩     | 7歲伯恩                                                            | 2        |
| 林宥綸 | 王伯恩     | 15歲伯恩                                                           | 2-3      |
| 劉亞澄 | 伯恩同事   | 伯恩同事                                                           | 2        |
| 邵奕玫 | 伯恩同事   | 伯恩同事                                                           | 2        |
| 陳進淵 | 伯恩父親   | 王伯恩的爸爸                                                       | 2-3      |
| 王為   | 傅海       | 安安的先生，受香瑄請求委託，私底下與安安負責幫忙照顧小旭一段時間。 | 3,5-6    |
| 盧宥任 | 親友       | 抓周親友                                                           | 3        |
| 季諾   | 親友       | 抓周親友                                                           | 3        |
| 顏浩勳 | 親友       | 抓周親友                                                           | 3        |
| 李斮菲 | 親友       | 抓周親友                                                           | 3        |
| 賴薇宇 | 親友       | 抓周親友                                                           | 3        |
| 黃品瑜 | 親友       | 抓周親友                                                           | 3        |
| 鄭至昇 | 親友       | 抓周親友                                                           | 3        |
| 陳柏蓁 | 親友       | 抓周親友                                                           | 3        |
| 王洺鳴 | 親友       | 抓周親友                                                           | 3        |
| 王冠允 | 親友       | 抓周親友                                                           | 3        |
| 李昌榮 | 親友       | 抓周親友                                                           | 3        |
| 蘇育惟 | 親友       | 抓周親友                                                           | 3        |
| 鄭又菲 | 親友       | 抓周親友                                                           | 1,3      |
| 李芯霓 | 親友       | 抓周親友                                                           | 3        |
| 王孝程 | 醫師       | 兒科醫師                                                           | 4        |
| 葛凡   | 警察       | 姚香瑄與王伯恩到警局報案時負責服務的警察。                         | 5        |

## 電視劇歌曲
| 曲別   | 歌名         | 演唱者 | 作詞   | 作曲   | 編曲                   |
| 主題曲 | 完美不完美   | 莫文蔚 | 蔣卓嘉 | 蔣卓嘉 | 游政豪、蔣卓嘉、JerryC |
| 插曲   | Take my Soul | 陳瑾緗 | 楊尚融 | 楊尚融 | JerryC                 |

## 各集標題
| 集數 | 標題         |
| 1    | 禮物／災難   |
| 2    | 演算法／預言 |
| 3    | 必然／偶然   |
| 4    | 藉口／謊言   |
| 5    | 悔意／蓄意   |
| 6    | 搏命／宿命   |

## 周邊商品
- 《2049：影劇小說×深度解析》影視小說
  - 作者：瀚草影視、英雄旅程 、繆非
  - 出版社：天下文化
  - 出版日期：2021年10月16日
  - ISBN 9789865253288

## 製作團隊
- 導演：許立達、朱建青
- 出品人：林之晨、林文淵、曾瀚賢
- 總監製：湯昇榮
- 聯合監製：李芃君、郭元冲
- 製作人：湯昇榮、曾瀚賢
- 聯合製作人：邵珮茹、賴秀貞
- 行政製作人：周增晟
- 執行製作人：蔡凱瑞
- 編劇：吳美枝、許立達、劉瑞婷
- 造型指導：杜佩勳
- 美術指導：賴勇坤
- 製作公司：瀚草影視
- 出品公司：台灣大哥大、東森電視、瀚草影視
- 冠名贊助
  - 台視：FORA 福爾威創快篩
  - 東森：未來美8分鐘面膜

## 獎項紀錄
| 年份   | 頒獎典禮     | 獎項名稱   | 入圍者／作品   | 結果 |
| 2022年 | 第57屆金鐘獎 | 迷你劇集獎 | 2049－完美預測 | 提名 |

## 外部連結
- 官方网站－台視
- 官方网站－東森
- 官方网站－高雄電影節
- 影集2049的Facebook專頁
- 瀚草影視文化的Facebook專頁
- 在Netflix上觀看《2049—完美預測》

| 臺灣 台視主頻 周六優質戲劇                       | 臺灣 台視主頻 周六優質戲劇                                                | 臺灣 台視主頻 周六優質戲劇                       |
| ------------------------------------------------ | ------------------------------------------------------------------------- | ------------------------------------------------ |
|                                                  | 2049－完美預測 （2021年11月13日－2021年11月20日）                         |                                                  |
| 2049－刺蝟法則 （2021年10月30日－2021年11月6日） | 第58届金马奖 （2021年11月27日）聲林之王3 （2021年12月4日－2022年3月12日） |                                                  |
| 臺灣 東森戲劇台 每週日 20:00 - 21:30             |                                                                           |                                                  |
| 2049－刺蝟法則 （2021年10月31日－2021年11月7日） | 2049－完美預測 （2021年11月14日－2021年11月21日）                         | 我家浴缸的二三事 （2022年2月6日－2022年3月13日） |